# Cosimo Puttilli
Cosimo Puttilli (Barletta, 22 giugno 1913 – Bari, 7 aprile 1994) è stato un marciatore italiano, due volte campione nazionale.

## Biografia
Nato a Barletta da una famiglia umile, è stato carpentiere e panettiere prima di intraprendere la carriera di sportivo.
È diventato campione italiano il 9 ottobre 1938 nella 50 km di marcia da Milano a Como.
La sua carriera è stata condizionata dal periodo bellico e negli anni del fascismo si è arruolato per la Milizia ferroviaria. Dopo la seconda guerra mondiale fu definito "atleta di regime" ed ebbe difficoltà a restare nel mondo dell'atletica.
Nonostante questo, riuscì a diventare campione italiano di marcia sui 50 km per la seconda volta il 21 settembre 1947 sulle strade tra Barletta, Andria e Trani.
La sua carriera è durata diciotto anni, ma fu escluso dai Giochi olimpici del 1948 di Londra, a detta di alcuni per la sua provenienza meridionale.
Nel 1988, in occasione del cinquantenario dalla conquista del primo titolo italiano, a Barletta venne organizzata una cerimonia pubblica in suo onore con la consegna di una medaglia d'oro.
Pietro Mennea alle origini vedeva in Puttilli come un mito da raggiungere e superare e tra i due c'è sempre stata stima reciproca. Puttilli considerava Mennea come un suo erede, anche se eccellevano in diverse specialità.
In suo onore, agli inizi del XXI secolo gli fu intitolato lo stadio di Barletta, fino ad allora chiamato semplicemente comunale.

## Campionati nazionali
- 2 volte campione nazionale assoluto di marcia 50 km (1938, 1947)

1938
- Oro ai campionati italiani assoluti (Milano-Como), marcia 50 km - 4h39'57"0

1947
- Oro ai campionati italiani assoluti (Barletta-Andria-Trani), marcia 50 km - 4h38'55"0